# Bogotol
Bogotol (rusky Богото́л) je město v Krasnojarském kraji v Rusku. Při sčítání lidu v roce 2010 měl přes jednadvacet tisíc obyvatel.

## Poloha a doprava
Bogotol leží na severním břehu Čulymu, pravého přítoku Obu v úmoří Karského moře. Od Krasnojarsku, správního střediska kraje, je vzdálen přibližně 250 kilometrů západně.
Přes město prochází Transsibiřská magistrála a zdejší nádraží je na jejím 3846. kilometru od Moskvy. Jižní částí města mezi centrem a řekou prochází dálnice R255 Sibiř vedoucí z Novosibirsku přes Tomsk, Kemerovo a Krasnojarsk do Irkutsku.

## Dějiny
Vesnice je zde u řeky doložena od roku 1762. Nazývá se podle stejnojmenného potoka, který se zde do Čulymu vlévá a jehož jméno je ketského původu. Když byla několik kilometrů severně v roce 1898 otevřena stanice Transsibiřské magistrály, začalo se osídlení kolem ní rychle rozšiřovat a brzy splynulo s původní vesnicí. Už v roce 1911 získal Bogotol status města.

### Rodáci
- Irina Viktorovna Ťjuchajová (*1967), sedmibojařka